# Pelea de gallos (libro)
Pelea de gallos es un libro de cuentos de la escritora ecuatoriana María Fernanda Ampuero, publicado en 2018 por la editorial española Páginas de Espuma. El libro está compuesto por trece relatos narrados en su mayoría por niñas o mujeres de baja condición económica, en los que Ampuero explora a través un lenguaje crudo y descarnado la violencia, el machismo y la desigualdad social en Latinoamérica.
Entre las temáticas abordadas en el libro se cuentan la migración, la violencia de género, las relaciones familiares, los traumas infantiles, el despertar sexual en adolescentes y el incesto. De acuerdo a la autora, el nombre del libro hace referencia a los conflictos y la violencia que se viven día a día en la sociedad y, en particular, tras las puertas de cada hogar.
La edición en inglés fue publicada en mayo de 2020 por la editorial Feminist Press, con traducción de Frances Riddle. También ha sido traducido al griego y al portugués.

## Contenido

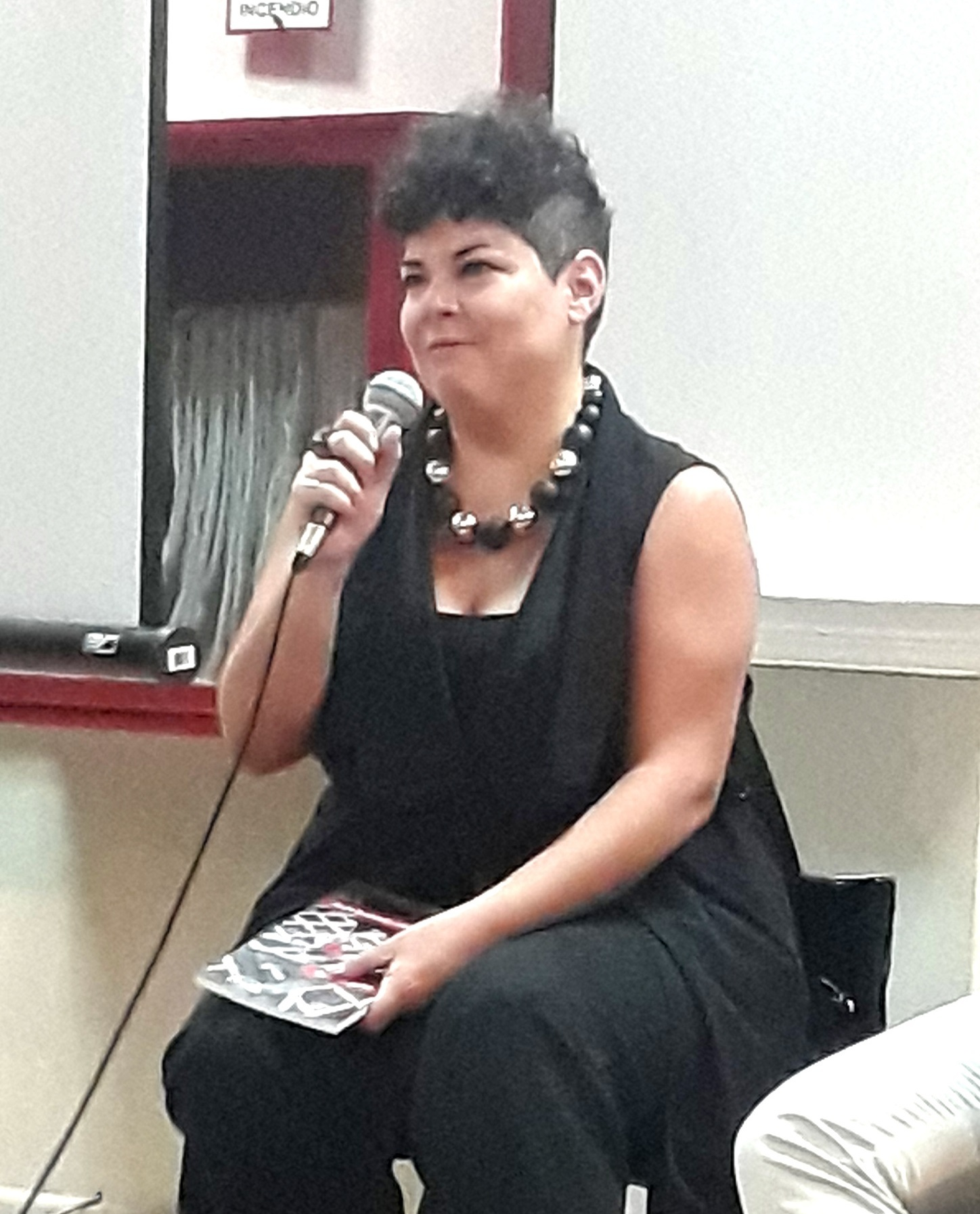
María Fernanda Ampuero durante un conversatorio en 2018

El libro inicia con dos epígrafes: uno de Fabián Casas que reza "Todo lo que se pudre forma una familia", y otro de Clarice Lispector que manifiesta "¿Soy un monstruo o esto es ser una persona?". Los trece cuentos que componen el volumen, cuyos títulos están formados por una palabra cada uno, son los siguientes:
- Subasta
- Monstruos
- Griselda
- Nam
- Crías
- Persianas
- Cristo
- Pasión
- Luto
- Ali
- Coro
- Cloro
- Otra

## Recepción
Pelea de gallos fue aclamado por la crítica al momento de su publicación, consolidando a Ampuero, de acuerdo al diario El País, como una de las referentes de la literatura latinoamericana contemporánea. La obra fue elegida como una de los diez mejores libros de ficción de 2018 en un artículo de la edición en español de The New York Times escrito por Jorge Carrión, quien calificó los cuentos del volumen como "puntualmente poéticos, con fuerza simbólica, tensos, a veces incluso nerviosos", además de calificar a Ampuero como una de las escritoras que encabeza la nueva literatura ecuatoriana.
La escritora española Marta Sanz elogió el libro en una reseña escrita para el diario El País, principalmente la forma en que aborda las desigualdades sociales a través de perspectivas femeninas y por utilizar una narración que Sanz calificó de "oscura, visceral, cercana al tremendismo" para describir "escenas de la mayor brutalidad". Opiniones similares compartió la crítica venezolana Michelle Roche Rodríguez, que destacó los personajes femeninos en los cuentos Luto y Pasión. Por su lado, David Pérez Vega, escribiendo para la Revista Eñe, tildó la obra como "debut narrativo impresionante; un texto maduro y contundente", aseverando que Subasta debería aparecer en "cualquier antología sobre el nuevo cuento en español" y alabando la precisión de la prosa de Ampuero.
La escritora Mónica Ojeda se centró en el tratamiento de la violencia contra las mujeres en el libro, bautizando al volumen como "una exploración descorazonadora acerca de lo que implica estar sometida de una u otra forma a los deseos del macho en una sociedad patriarcal", además de "valiente" y "terriblemente desgarrador". Ojeda elogió en particular las "frases cortas, contundentes y cadenciosas" y el empleo de elementos repulsivos y escatológicos para explorar a la vez la fragilidad y la fortaleza de los personajes.
La edición en inglés también fue bien recibida. En su reseña, la revista Publishers Weekly se refirió al libro como "grotesco, impávido" y calificó a Luto como el relato más sobresaliente de la colección. También aseveró que la misma agradaría a "fanáticos de la ficción feminista impenitente". Ashley Hajimirsadeghi, en una reseña escrita para Cleaver Magazine, calificó a los relatos como "historias poderosas y conmovedoras" narradas a través de una mirada feminista, y al libro en su totalidad como "una investigación de los espacios domésticos, los cuerpos de las mujeres, y el significado de una historia de aprendizaje, que retira la mirada masculina y presenta al mundo tal y como es: feo, grotesco y brutal".
A finales de 2018 obtuvo el Premio Joaquín Gallegos Lara al mejor libro de cuentos del año, otorgado por el municipio de Quito. Adicionalmente, algunos cuentos recibieron galardones antes de su aparición en la colección, entre ellos Nam, que obtuvo el premio Cosecha Eñe 2016 entre 4.000 relatos participantes, y Pasión (aparecido originalmente con el título ¿Quién dicen los hombres que soy yo?), que obtuvo el premio Hijos de Mary Shelley en 2015.